# Светлинская ГЭС
Светлинская ГЭС (Вилюйская ГЭС-III) — гидроэлектростанция на реке Вилюй в Якутии, у посёлка Светлый. Входит в Вилюйский каскад ГЭС, являясь его второй ступенью. Собственник станции — АО «Вилюйская ГЭС-3», дочернее общество компании АЛРОСА.

## Конструкция станции
Светлинская ГЭС представляет собой плотинную русловую гидроэлектростанцию с водосбросными сооружениями, совмещенными со зданием ГЭС.
Состав сооружений ГЭС:
- левобережная насыпная плотина длиной 112 м и наибольшей высотой 62 м;
- правобережная насыпная плотина длиной 267 м и наибольшей высотой 62 м;
- здание ГЭС, совмещенное с донными водосбросами;
- отводящий канал длиной 210 м.

Проектная мощность ГЭС — 370 МВт, проектная среднегодовая выработка — 1,2 млрд кВт·ч. В здании ГЭС по проекту должно быть установлено 4 гидроагрегата мощностью по 92,5 МВт с поворотно-лопастными турбинами, работающими при расчётном напоре 22,8 м. По состоянию на 2018 год введено в эксплуатацию 3 гидроагрегата на пониженном напоре, мощность ГЭС составляет 277,5 МВт, среднегодовая выработка — 750 млн кВт·ч.
По проекту напорные сооружения ГЭС должны образовать водохранилище с НПУ 181 м, площадью 104 км², полной и полезной ёмкостью 1,126 и 0,195 км³, длиной 141,2 км, шириной до 0,46 км, глубиной до 50 м. При создании водохранилища затапливается 288 га сельхозугодий, переносится 28 строений. По состоянию на 2018 год, водохранилище заполнено до НПУ 177,5 м, при котором его площадь составляет 70,1 км², полная ёмкость 0,593 км³, полезная ёмкость отсутствует.

## Показатели деятельности
| Показатель                          | 2004 | 2005  | 2006  | 2007   | 2008  | 2009  | 2010  | 2011  | 2012 |
| ----------------------------------- | ---- | ----- | ----- | ------ | ----- | ----- | ----- | ----- | ---- |
| Выработка электроэнергии, млн кВт·ч | 1,5  | 141,2 | 224,3 | 222,36 | 486,7 | 537,7 | 502,4 | 571,3 |      |

## Экономическое значение
Светлинская ГЭС предназначена для энергоснабжения алмазодобывающей промышленности, добычи и транспорта других полезных ископаемых Якутии (в частности, нефти и газа), а также для энергоснабжения жилищно-коммунальной сферы (планируется перевод на электроотопление нескольких поселков). С 2019 года работает в параллельном режиме с ОЭС Востока и всей энергосистемой страны.

## История строительства

Проектные и изыскательские работы были начаты институтом «Ленгидропроект» в 1975 году, технико-экономическое обоснование строительства было утверждено в 1978 году. Подготовительные работы по сооружению ГЭС начались в 1979 году. В апреле 1983 года были начаты земляные работы по основным сооружениям (строительный канал и береговые примыкания). 6 октября 1986 года перекрыто русло реки Вилюй, построен мост через строительный канал. 22 апреля 1987 года выполнена укладка первого куба гидротехнического бетона в основание здания ГЭС. Затем в 1990-х годах темпы работ по экономическим причинам были замедлены, а затем вовсе приостановлены. Встал вопрос о том, чтобы работы по строительству станции окончательно свернуть. В 1998 году котлован ГЭС с большим трудом был спасён от затопления при прохождении сильного паводка.
После трёхлетнего простоя в июле 1999 года возобновилось строительство основного гидроузла. И если ранее стройкой ведали АК «Якутскэнерго», РАО «ЕЭС России», федеральный и республиканский бюджеты, то с этого времени функции заказчика возложены на ОАО «Вилюйская ГЭС-3», а финансирование — на АК «АЛРОСА».
АК «АЛРОСА» приобрела в июле 2000 года контрольный пакет акций ОАО «Вилюйгэсстрой». В 2000 году АК «АЛРОСА» инвестировано в ОАО «Вилюйская ГЭС-3» более 600 млн руб., в 2001 году инвестиционные ресурсы в части капитальных вложений, выделяемых ОАО «Вилюйская ГЭС-3», освоены в сумме 1 353 млн руб. Генеральным подрядчиком по строительству и реконструкции объектов энергетики является дочернее общество АК «АЛРОСА» — ОАО «Вилюйгэсстрой».
Большую роль в возобновлении строительства Светлинской ГЭС сыграл второй президент Якутии Вячеслав Штыров.
8 сентября 2004 года на Светлинской ГЭС был введен в эксплуатацию первый гидроагрегат, 22 декабря 2005 — второй, 6 февраля 2008 года — третий. В 2009 году водохранилище поднято с отметки 169,5 м до отметки 175 м (проектная отметка — 181 м). 
Ввод в эксплуатацию гидроагрегата № 4 и подъём уровня водохранилища до проектной отметки были запланированы на 2026 год. Летом 2024 года сотрудниками Института археологии и этнографии СО РАН были проведены "спасательные" археологические раскопки в будущей зоне затопления. В сжатые сроки удалось найти более 30 тысяч артефактов.
20 августа 2024 года в соответствии с требованиями пункта 27 Правил разработки и утверждения документов перспективного развития электроэнергетики, утвержденных постановлением Правительства Российской Федерации от 30.12.2022 № 2556, опубликован для общественного обсуждения проект Генеральной схемы размещения объектов электроэнергетики до 2042 года, в котором обозначены планы ввода четвёртого агрегата в 2027 году. Это позволит достигнуть совокупной электрической мощности станции в 381,5 МВт.